# Polygonia fabricii
Polygonia fabricii är en fjärilsart som beskrevs av Edwards 1870. Polygonia fabricii ingår i släktet Polygonia och familjen praktfjärilar. Inga underarter finns listade i Catalogue of Life.